# Jimmy Ginsby
Jimmy Andreas Ginsby, född 28 november 1962 i Stockholm är en svensk mångsysslande kulturarbetare, verksam bland annat som gitarrist, poet, låtskrivare, skådespelare, översättare, föreläsare, och författare.

## Biografi
Från 1995 till 1996 var Ginsby anställd på dåvarande Bohusläns Teater (numera Regionteater Väst) som skådespelare och musiker i pjäsen Kainos Sång och komponerade även musiken till pjäsens sångtexter. Pjäsen togs på turné och framfördes mer än 100 gånger.
Han var därefter under några år verksam i Göteborg som skådespelare och musiker i den fria teatergruppen Teater Under En Korkek. Gruppen turnerade bland annat med pjäsen ”Det bara va´”, gjord för de allra yngsta barnen. Ginsby skrev även en pjäs som hette ”Alla Tiders Kanin”, riktad till 5-95-åringar, som spelades i teaterns lokal i Nordostpassagen. Ensemblen satte också upp Edward Albees debutpjäs Zoo Story i Ginsbys översättning.
Ginsby var under åren 2006 till 2012 anställd som en av två huvudlärare på Visskolan i Västervik där han undervisade i skrivandets hantverk, gitarrspel samt vistolkning.
Han har varit ordförande för Dan Andersson-sällskapet, 2013–2016 samt 2020–2022.
Ginsby har översatt bland annat Leonard Cohens sånger samt litteratur av Charles Bukowski och Tomas Espedal.
Numera (2023) är Ginsby verksam i Ludvika, Dalarnas län. Han är medlem av Yrkestrubadurernas förening (YTF) samt Sveriges Författarförbund.

## Utmärkelser
- 2008 och 2009 – Anders Frostenson-stiftelsens sång- och psalmstipendium
- 2009 – Olle Adolphsons minnesfonds stipendium, med motiveringen "Årets stipendium på 20 000 kr tilldelas sångaren, gitarristen, pedagogen och upphovsmannen Jimmy Ginsby. Han får stipendiet för ett gott hantverk i det svenska språket och litterär ambition som upphovsman och som pedagog vid visskolorna i Kungälv och Västervik, för sina studier och forskning kring den norske upphovsmannen Erik Bye inför sitt arbete med egna översättningar av dennes texter, samt för en gränsöverskridande nyfikenhet i allt vad gäller nordisk visa i tradition och förnyelse."
- 2016 – Anders Frostenson-stiftelsens Stora Psalmförfattarstipendium med motiveringen: ”För engagerande texter med originalitet, dynamik och pregnans kring centrala teman, presenterade i psalmens metriska och strofiska form, och som samtidigt genom sin öppna och trosinbjudande karaktär gör att även ovana gudstjänstbesökare kan ta dessa texter till sig.”[10][11][12]
- 2019 – Stipendium till minne av Arthur Landfors utdelat av Edefors hembygdsförening med motiveringen: ”En sann poet som tar sig an en annan sådan och tonsätter dennes verk med en sådan lyhördhet inför diktens ord och andemening att Arthurs poesi och tankar väcks till nytt liv och möjliggör att edeforsbygdens egen skald når en större lyssnarskara.”[13]

## Diskografi
- 2014 – 12 Sånger
- 2014 – Hej Bajskorv! (Singel)

### Ljudbok
- 2012 – I det närmaste, egna dikter. Finns på Spotify.

### Medverkat på
- 2000 – Div. artister: Sånger från Visträsket
- 2001 – Div. artister: Sånger från Visträsket II
- 2002 – Div. artister: Sånger från Visträsket III
- 2002 – Janerik Lundqvist: Leonard Cohen på svenska
- 2004 – Sara Lindvall Nyberg: Döp mig med din längtan
- 2006 – Bastukvintetten: Eldar i drömmen (Vladimir Vysotskij på svenska)
- 2008 – Sara Lindvall Nyberg: Vita verandor
- 2010 – Janerik Lundqvist: Leonard Cohen på svenska II
- 2012 – Dan Andersson-sällskapet: 40 Dan Andersson-tolkningar
- 2012 – Claes Pihl: Jag skulle ha lyssnat på kvällsekot
- 2015 – Div. artister/YTF: Dåren och Stjärnan
- 2016 – Janerik Lundqvist: Leonard Cohen på svenska III

### Översättningar
- Øybø,̜ Mattis (2011). Karin och Kareem. Göteborg: Lindelöw. Libris 12059638. ISBN 978-91-85379-42-2
- Svendsen, Lars Fr. H. (2012). Rädslans filosofi. Lindelöws fakta. Göteborg: Lindelöw. Libris 12767347. ISBN 978-91-85379-57-6
- Espedal, Tomas (2013). Mot konsten: (anteckningsböckerna). Göteborg: Lindelöw. Libris 14011855. ISBN 978-91-85379-73-6
- Espedal, Tomas (2014). Bergensare. Göteborg: Lindelöw. Libris 16525186. ISBN 978-91-85379-91-0
- Espedal, Tomas (2014). Gå: (eller konsten att leva ett vilt och poetiskt liv). Göteborg: Lindelöw. Libris 15177951. ISBN 978-91-85379-82-8
- Bukowski, Charles; Calonne David Stephen (2015). Journalister på besök: 18 intervjuer 1963-1993. Göteborg: Lindelöw. Libris 14011854. ISBN 978-91-85379-70-5